# Kurt Wüthrich
Kurt Wüthrich (n. 4 octombrie 1938, Aarberg⁠(d), Berna, Elveția) este un chimist elvețian, laureat al Premiului Nobel pentru chimie (2002).